# Romeo Travis
Romeo Von Travis (* 10. Dezember 1984 in Akron, Ohio) ist ein US-amerikanischer Basketballspieler, der seit 2016 auch die mazedonische Staatsbürgerschaft besitzt und für seine Wahlheimat als Nationalspieler aktiv ist. Nach dem Studium in seinem Heimatland hatte Travis einen eher missratenen Start als professioneller Spieler in Spanien, bevor er von 2008 bis 2010 knapp drei Spielzeiten in der deutschen Basketball-Bundesliga spielte. Anschließend spielte Travis in Israel, Kroatien, der Ukraine, Russland, Frankreich und Italien. 2016 gewann Travis mit Le Mans Sarthe den französischen Pokalwettbewerb Coupe de France, nachdem er zuvor mit Gilboa Galil die supranationale Balkan League 2012 gewonnen hatte. In der Saison 2016/17 spielt Travis für den ehemaligen Europapokalsieger Cantù in der Lega Basket Serie A.

## Karriere
Romeo Travis spielte bereits auf seiner High School St. Vincent – St. Mary zusammen mit Dru Joyce und dem NBA-All-Star und Olympiasieger LeBron James, mit dem er auch später noch sehr gut befreundet war, und war einer der Hauptpersonen des Dokumentarfilms More Than A Game, der James’ frühe Erfolge in seiner Schulzeit nachzeichnete. Nach seinem erfolgreichen Abschluss ging er gemeinsam mit Joyce an die University of Akron in seiner Heimatstadt, wo für das Zips genannte Basketballteam der Hochschule in der Mid-American Conference der NCAA Division I aktiv wurde. Nach seiner abschließenden vierten Collegespielzeit wurde Travis in die NBA-Sommerliga eingeladen und durfte für die Cleveland Cavaliers antreten, die zu dieser Zeit auch LeBron James, der zuvor noch direkt ohne Collegeerfahrung in die NBA wechseln konnte, unter Vertrag hatten. Ihm gelang es nicht, die anwesenden Trainer und Scouts zu überzeugen, ihn in den Kader für die anschließende reguläre NBA-Saison zu übernehmen.
Daher ging Travis 2007 als Profi nach Europa in die zweite spanische Liga LEB Oro zu Cantabria Lobos im kantabrischen Santander. Bereits im Dezember des Jahres wechselte er zum Ligakonkurrenten ins andalusische Huelva.  Während CB Huelva nach der Saison seinen Spielbetrieb einstellte, wurde die kantabrische Mannschaft nach dem Abstieg eine Spielzeit später aufgelöst. Travis war bereits im Februar 2008 ins Team seines langjährigen Mannschaftskameraden Dru Joyce nach Ulm in die deutsche BBL gewechselt. Nach einer erfolgreichen BBL-Saison 2008/09 mit der erstmaligen Qualifikation für die Meisterschaft-Play-offs seit dem Ulmer Wiederaufstieg 2006 wechselte er zur BBL-Saison 2009/10 zum regionalen Ligakonkurrenten nach Tübingen. Mit den Tübingern wurde die Qualifikation für die Play-offs verpasst.
2010 wechselte Travis ins israelische Netanja in die Ligat ha’Al. Nach einer Spielzeit wechselte er zur Saison 2011/12 zum Vizemeister Hapoel Gilboa Galil, der noch 2010 den Serienmeister Maccabi Tel Aviv im Meisterschaftsfinale besiegen hatte. Der nordisraelische Verein gewann 2012 als Gastmannschaft die supranationale Balkan International Basketball League, wo man vor heimischen Publikum im Finale den bulgarischen Verein Lewski Sofia bezwang. Nach einem zweiten Platz in der regulären Saison schied man jedoch in den Play-offs um die nationale Meisterschaft im Viertelfinale früh aus. Für die Spielzeit 2012/13 wechselte Travis dann zum kroatischen Verein nach Zadar, für den er auch in der supranationalen ABA-Liga 2012/13 spielte, in der die Mannschaft jedoch nur Drittletzter wurde. In der nationalen Meisterschaft verlor man die Play-off-Finalserie klar gegen KK Cibona Zagreb und wurde Vizemeister.
In der Saison 2013/14 spielt Travis in der Basketball Superliga Ukraine für Chimik aus Juschne, mit dem er im Eurocup 2013/14 erst in der Knockout-Phase im Achtelfinale ausschied. In der nationalen Meisterschaft gehörte Travis zusammen mit seinem Landsmann und Mannschaftskameraden Jamal Shuler, der ebenfalls bereits in Deutschland gespielt hatte, zu den wenigen US-amerikanischen Profis, die nach den gewalttätigen Unruhen anlässlich des Euromaidan bis zum Saisonende im Land blieben. Andere Spieler wie Coleman Collins, der Travis auf dessen Spielposition bei Ulm 2009 nachgefolgt war und 2014 weiter östlich in Mariupol spielte, hatten zuvor spätestens mit Beginn des Frühlings das Land verlassen. Trotzdem verlor Chimik die Finalserie um die Meisterschaft 2014 gegen Titelverteidiger BK Budiwelnyk Kiew und wurde erstmals Vizemeister, nachdem es zuvor nur zu fünf Dritten Plätzen in der ukrainischen Meisterschaft gereicht hatte.
Zur folgenden Saison wechselte Travis ins benachbarte Russland, wo er in Wolgograd für den Klub Krasny Oktjabr insbesondere in der supranationalen VTB United League 2014/15 spielte, die für die russischen Klubs zugleich die höchste nationale Spielklasse darstellte. Zudem spielte der Verein erstmals in einem europäischen Wettbewerb im Eurocup 2014/15, in dem Travis am sechsten Spieltag auf Basis seiner Effektivitätswertung die individuelle Auszeichnung als „Spieler der Woche“ erhielt. Nach einem frühen Trainerwechsel in der Saison, als der ehemalige deutsche Bundestrainer Dirk Bauermann übernahm, schied die Mannschaft jedoch knapp vor Erreichen der Knockout-Runden in der Gruppenphase der besten 32 Mannschaften im Eurocup aus. In der United League erreichte der Klub als zweitschlechteste russische Mannschaft nur den zwölften Platz. Nach dem frühen Saisonaus und dem Verpassen der Postseason spielte Travis anschließend auch erstmals für einen in Asien ansässigen Verein bei den Alaska Aces in der Philippine Basketball Association (PBA).
Zu Beginn der europäischen Saison 2015/16 kehrte Travis dorthin zurück und spielte erstmals in Frankreich, wo sein ehemaliger Mannschaftskamerad Shuler den Großteil seiner Karriere verbrachte. Nach der Verletzung von Matt Howard bekam Travis zu Saisonbeginn einen Kurzzeitvertrag beim Vizemeister SIG Basket aus Straßburg, der nach jeweils sechs Einsätzen im höchstrangigen europäischen Vereinswettbewerb EuroLeague 2015/16 sowie in der LNB Pro A Ende November nicht mehr verlängert wurde. Vier Wochen später unterschrieb Travis beim Straßburger Ligakonkurrenten MSB aus Le Mans einen Vertrag bis zum Saisonende und gewann mit seiner neuen Mannschaft den Pokalwettbewerb Coupe de France 2016 im Finale gegen Rekordmeister ASVEL. Gut drei Wochen später verlor der Hauptrundendritte MSB jedoch ohne eigenen Sieg die Play-off-Halbfinalserie um die Meisterschaft gegen Travis’ ehemalige Straßburger Mannschaft, die ihrerseits gegen ASVEL in der Finalserie erneut nur die Vizemeisterschaft errang.
Wie seine Landsleute Jeremiah Massey und Bo McCalebb wurde Travis Ende Juli 2016 in Mazedonien naturalisiert und spielt bei der Qualifikation zur EM 2017 für die mazedonische Auswahl. Für die Saison 2016/17 unterschrieb Travis zudem erstmals einen Vertrag in Italien beim Traditionsverein und ehemaligen Europapokalsieger aus Cantù, der 2015 vom russischen Stahlmagnaten Dmitry Gerasimenko als Präsident und Mehrheitseigentümer übernommen worden war. Der semiprofessionelle Basketballspieler ist über sein Stahlunternehmen Krasny Oktjabr bereits Eigentümer des Wolgograder Klubs, für den Travis zwei Jahre zuvor gespielt hatte, und hatte dort unter Trainer Bauermann noch mittrainiert und einzelne Spielminuten Einsatzzeit bekommen.